# Hylaeus chlorosomus
Hylaeus chlorosomus är en biart som först beskrevs av Cockerell 1913.  Hylaeus chlorosomus ingår i släktet citronbin, och familjen korttungebin. Inga underarter finns listade i Catalogue of Life.

## Bildgalleri

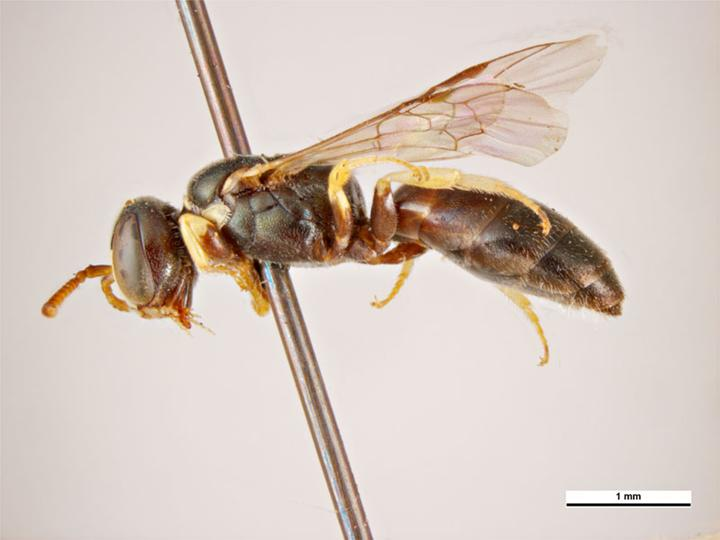
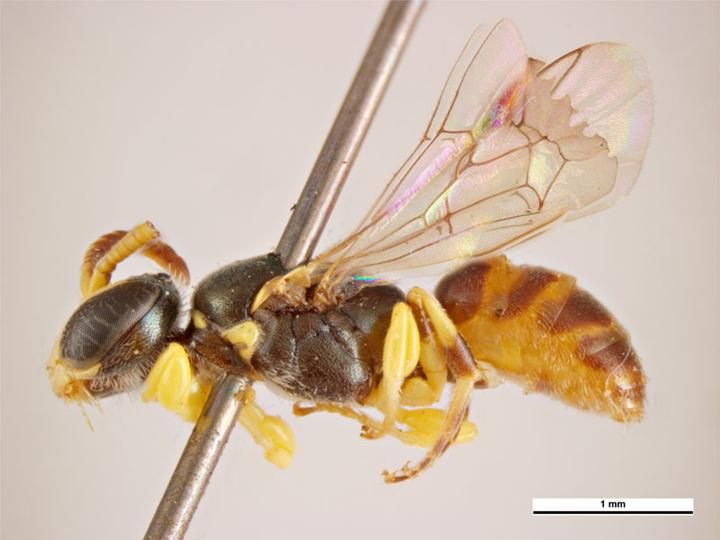